# اندرو ویکفیلد
اَندرو وِیکفیلد (انگلیسی: Andrew Wakefield؛ زادهٔ ۱۹۵۷ میلادی) یک پزشک خلع‌شده و فعالِ جنبش ضد واکسن اهل بریتانیا است.
او یک متخصص دستگاه گوارش بود که پروانهٔ طبابتش به دلیل رفتارهای غیراخلاقی، سوءرفتارِ علمی و کلاه‌برداری توسط سازمان نظام‌پزشکی بریتانیا لغو شد. وی در سال ۱۹۹۸ یک مقالهٔ پژوهشی فریبکارانه منتشر کرد که در آن مدعی شده بود تزریق واکسن ام‌ام‌آر (سرخک-سرخچه-اوریون) با بروز بیماری اوتیسم و ناراحتی‌های روده‌ای در کودکان مرتبط است.
پس از انتشار مقالهٔ او، پژوهشگران دیگر در صدد برآمدند تا فرضیهٔ وی را به بوتهٔ آزمایش بگذارند، اما نتوانستند یافته‌های او را دربارهٔ ارتباط واکسن ام‌ام‌آر و اوتیسم یا اوتیسم به‌همراه بیماری‌های گوارشی بازتولید کنند. خبرنگار روزنامهٔ ساندی تایمز برایان دیر دریافت که یک تعارض منافع از جانب ویکفیلد وجود داشته که آن را فاش نکرده بود و همین موضوع سبب شد تا سایر نویسندگان همکارش در آن مقاله، حرفشان را در تأیید وجود ارتباط واکسن و اوتیسم پس بگیرند. سپس سازمان نظام‌پزشکی بریتانیا استفسار و تحقیقی دربارهٔ احتمال بدرفتاری علمی ویکفیلد و دو همکار پیشینش را آغاز کرد. مبنای این تحقیقات، یافته‌های فراوان برایان دیر بود و از جمله آنکه، وی بدون اخذ مجوزهای لازم از کمیته‌های اخلاق پزشکی، بسیاری از کودکان مبتلا به اوتیسم را تحت آزمایش‌های تهاجمی غیرضروری همچون کولونوسکوپی و پونکسیون کمری قرار داده‌بود.
در ۲۸ ژانویهٔ سال ۲۰۱۰، پنج عضو دیوان کیفری سازمان نظام پزشکی بریتانیا موفق به اثبات ۳۶ مورد از اتهامات او شدند که شامل ۴ فقره دغلکاری و ۱۲ فقره سوءاستفاده از کودکان عقب‌افتادهٔ تکاملی (رشد) بود. هیئت منصفه رأی داد که ویکفیلد «وظایفش را به عنوان یک متخصص مسئولیت‌پذیر، به‌درستی انجام نداده» و نه تنها در جهت منافع بیمارش گام برنداشته بلکه در چاپ پژوهش‌هایش نیز «بی‌مسئولیتی و فریبکاری» به‌خرج داده‌است. مجلهٔ لنست به دنبال این رأی، مقالهٔ ۱۹۹۸ او را به‌طور کامل از مجله و وبسایت خود بیرون کشید و متوجه شد که حتی برخی اجزاء دست‌نویس اولیهٔ مقاله، دستکاری و جعل شده بود. سردبیر مجله لنست ریچارد هورتون اظهار داشت این مقاله «به‌شدت غلط» است و مجله‌اش «فریب» داده شده‌است. سه ماه پس از حذف مقالهٔ او از مجلهٔ لنست، پروانهٔ طبابت ویکفیلد لغو شد و در بیانه‌ای به تقلب عمدی او در پژوهشِ چاپ‌شده در لنست اشاره شد و بدین ترتیب از هرگونه طبابت در بریتانیا منع گردید.
در ژانویهٔ ۲۰۱۱، در سرمقاله‌ای که به انضمام یک مقالهٔ دیگر در مجلهٔ بی‌ام‌جی چاپ شد، کارهای ویکفیلد، «شیادی ماهرانه‌درست‌شده» توصیف شدند. در مقالهٔ ضمیمه‌شده، برایان دیر اظهار داشت که قرار بوده ویکفیلد به‌دنبال این ترس عمومی از واکسن ام‌ام‌آر، شرکتی تأسیس کند که تست‌های جدید پزشکی و تست‌های مبتنی بر شکایت‌های قضایی ارائه نموده و از این راه سود کسب کند. در نوامبر ۲۰۱۱ میلادی، در گزارشی که در مجلهٔ بی‌ام‌جی چاپ شد، مشخص شد که اطلاعات خام اصلی در آن مقاله، در واقع خلاف ادعاهای ویکفیلد در مجلهٔ لنست را نشان می‌دهد و کودکان پژوهش‌شده، مبتلا به بیماری التهابی روده نشده‌اند.
پژوهش ویکفیلد و ادعاهای او دربارهٔ ارتباط واکسن ام‌ام‌آر و بروز اوتیسم سبب شد که میزان واکسیناسیون در ایالات متحده آمریکا، بریتانیا و ایرلند کاهش و میزان بروز سرخک، اوریون افزایش یابد که منجر به بیماری‌های جدی و مرگ‌ومیر شد. ادعاهای او دربارهٔ مضر بودنِ واکسیناسیون همچنین موجب شد تا یک جوِ بی‌اعتمادی نسبت به واکسن‌ها پدید آید و بیماری‌هایی که پیش از آن تحت کنترل بودند، مجدداً ظاهر شدند. ویکفیلد دست از اظهارات خود برنداشت و گفت هیچ‌گونه، تقلب، غلط‌اندازی و سودجویی در کار نبوده‌است. در فوریهٔ ۲۰۱۵، او به‌طور علنی این ردِ اتهام‌ها را تکرار کرد و حاضر نشد از اظهارات پیشین خود عقب‌نشینی کند؛ حتی با وجود آنکه دادگاه عدالت اداری بریتانیا، اظهار داشت که «اکنون هیچ‌گونه مرجع معتبر کارشناسی که فرضیهٔ دکتر ویکفیلد را مبنی بر ارتباط واکسن ام‌ام‌آر و بیماری‌های اوتیسم و التهاب روده تأیید کند، وجود ندارد.»